# Dandya
Dandya es un género de pequeñas plantas herbáceas, perennes y bulbosas perteneciente a la familia Asparagaceae. Incluye cuatro especies nativas de México.

## Taxonomía
El género fue descrito por Harold Emery Moore y publicado en Gentes Herbarum; Occasional Papers on the Kinds of Plants 8: 266. 1953. La especie tipo es: Dandya purpusii (Brandegee) H.E.Moore

## Especies
A continuación se brinda un listado de las especies del género Bessera aceptadas hasta marzo de 2011, ordenadas alfabéticamente. Para cada una se indica el nombre binomial seguido del autor, abreviado según las convenciones y usos, y la publicación válida. Finalmente, para cada especie también se detalla su distribución geográfica.
- Dandya balsensis A.R.López-Ferrari & Espejo, Acta Bot. Mex. 18: 11 (1992). Centro y sudoeste de México.
- Dandya hannibalii L.W.Lenz, Aliso 7: 316 (1971). México (Michoacán).
- Dandya purpusii (Brandegee) H.E.Moore, Gentes Herb. 8: 266 (1953). México (Sudeste de Coahuila).
- Dandya thadhowardii L.W.Lenz, Aliso 7: 314 (1971). México (Michoacán, Guerrero).